# MOL Comfort
La MOL Comfort è stata una nave portacontainer Post-Panamax costruita nel 2008 battente bandiera delle Bahamas, noleggiata da Mitsui O.S.K. Lines. La nave fu varata nel 2008 come APL Russia e navigò con questo nome fino al 2012, quando venne ribattezzata MOL Comfort.
Il 17 giugno 2013, si spezzò in due a circa 370 km al largo della costa della Repubblica dello Yemen. La poppa s'inabissò il 27 giugno, mentre la prua, dopo essere stata distrutta da un incendio, l'11 luglio.

## Caratteristiche
Con una lunghezza fuori tutto di 316 metri, una larghezza di 45,6 metri e un pescaggio a pieno carico di 14,5 metri, la MOL Comfort era troppo grande per transitare nel canale di Panama e fu quindi indicata come nave portacontainer Post-Panamax. Aveva una stazza lorda di 86 692 tsl, una stazza netta di 48 825 tsn e una portata lorda di 90 613 tpl. La capacità di carico di container della nave, misurata in unità equivalenti a venti piedi (TEU), era di 8 110, di cui 4 616 TEU immagazzinati sul ponte e 3 494 TEU nelle stive.
Come la maggior parte delle navi portacontainer di grandi dimensioni, la MOL Comfort era azionata da un singolo motore Diesel a traversa a due tempi a bassa velocità accoppiato a un'elica a passo fisso. Il suo motore principale, un Mitsubishi-Sulzer 11RT-flex96C a 11 cilindri prodotto su licenza, aveva una potenza nominale di 62 920 kW (84 380 CV) a 102 giri/min ed era in grado di spingere la nave a una velocità 25,25 nodi (46,76 km/h; 29,06 mph). Aveva anche sei generatori Diesel ausiliari con una potenza combinata di 14 625 kVA.
Le mastre laterali del boccaporto nelle moderne navi portacontainer sono soggette alle sollecitazioni più elevate di tutti gli elementi strutturali della nave. Ciò è dovuto alle grandi aperture nel ponte di forza necessarie per il carico e lo scarico dei container nelle stive di carico. Vengono utilizzati spessori delle lastre fino a 90 millimetri per mantenere accettabili i livelli di sollecitazione. La nave gemella della MOL Comfort, la MOL Creation, costruita nel 2007, è stata la prima nave portacontainer classificata da Nippon Kaiji Kyokai a utilizzare acciaio ad altissima resistenza (resistenza allo snervamento di 470 MPa) in queste strutture, permettendo di ridurre il peso dell’acciaio senza ricorrere a piastre di grande spessore.

## Storia
Come parte del medesimo progetto di altre undici navi gemelle, la MOL Comfort è stata impostata presso il cantiere navale Mitsubishi Heavy Industries di Nagasaki (Giappone) il 23 agosto 2007 e varata l'8 marzo 2008 come APL Russia per il noleggio ad APL (ex American President Lines). È stata completata il 14 luglio 2008. Il 1º giugno 2012, l'APL Russia fu trasferita sulla rotta Europa - Asia della Mitsui O.S.K. Lines e ribattezzata MOL Comfort.

### Naufragio
Il 17 giugno 2013, la MOL Comfort subì una crepa al centro della nave a causa del maltempo a circa 370 km dalla costa dello Yemen e alla fine si spezzò in due dopo essersi inflessa. La nave era in viaggio da Singapore a Gedda, una città dell'Arabia Saudita, con un carico di 4 382 container pari a 7 041 TEU. L'equipaggio di 26 membri - 11 russi, un ucraino e 14 filippini - abbandonò la nave e, successivamente, venne salvato da due zattere di salvataggio e da una scialuppa di salvataggio da altre tre navi portacontainer: la Yantian Express, battente bandiera tedesca e appartenente alla Hapag-Lloyd; la Hanjin Beijing, con bandiera panamense (della ormai defunta Hanjin Shipping); e la ZIM India, della compagnia ZIM, che navigava sotto bandiera britannica. Queste navi furono dirottate verso il luogo dell'incidente dall'ICG Mumbai. Dopo il cedimento strutturale, entrambe le sezioni rimasero a galla con la maggior parte del carico intatto e iniziarono a spostarsi in direzione est - nord-est. La Smit Salvage Singapore fu incaricata di trainare le sezioni al sicuro.
Il 24 giugno, quattro rimorchiatori d'altura arrivarono sul sito e iniziarono a trainare la prua al sicuro. Prima che potessero iniziare le operazioni di salvataggio della poppa, il 26 giugno vennero segnalate infiltrazioni d'acqua. Il giorno seguente, la poppa affondò alle coordinate 14°26'N 66°26'E a una profondità di 4 000 metri. Successivamente fu confermato che alcuni dei 1 700 container a bordo stessero galleggiando vicino al sito. Sebbene non sia stata segnalata alcuna perdita di petrolio importante, si diceva che la poppa contenesse circa 1 500 tonnellate di carburante.
Il 2 luglio, il rimorchio della prua si spezzò a causa del maltempo, ma il giorno successivo il cavo di rimorchio fu riattaccato. Il 6 luglio scoppiò un incendio nella parte posteriore della prua. Incapaci di controllare l'incendio in caso di maltempo, le navi di salvataggio chiesero aiuto alla motovedetta della Guardia Costiera indiana Samudra Prahari con attrezzature antincendio esterne. Entro il 10 luglio, la maggior parte dei 2 400 container rimasti a bordo fu distrutta dall'incendio. La prua danneggiata colò a picco la notte successiva alle coordinate 19°56′N 65°25′E a una profondità di 3 000 metri con ciò che restava del carico e 1 600 tonnellate di olio combustibile nei serbatoi. Non fu segnalata alcuna fuoriuscita a parte una sottile chiazza di petrolio sulla superficie del mare. La causa dell'incendio è ancora sconosciuta.
La causa esatta dell'incidente non è nota. Il 4 luglio, la Mitsui O.S.K. Lines incaricò il Lloyd's Register di supportare le indagini sulla causa dell'incidente. Per precauzione, le navi gemelle della MOL Comfort furono ritirate dalla stessa rotta e le loro strutture dello scafo migliorate per aumentare la resistenza longitudinale. Inoltre, saranno implementate modifiche operative per ridurre l'inarcamento e l'insellatura sugli scafi delle navi.
L'inabissamento della MOL Comfort costò agli assicuratori tra i 300 e i 400 milioni di dollari di richieste di risarcimento. Lo scafo e i macchinari della nave furono assicurati per 66 milioni di dollari. Nel dicembre 2014, gli assicuratori (Tokio Marine & Nichido Fire Insurance Co.) erano tra le 100 compagnie, tra cui Mitsui O.S.K. Lines Ltd., che avevano avviato azioni legali contro la MHI, con la motivazione che l'incidente e la conseguente perdita della nave e del carico siano stati causati da un difetto di progettazione del mercantile.
A partire dal 2017, la perdita di tutti i 4 293 container a bordo è il maggior numero di container persi in un singolo evento.